# Гогенлое (острів)
Гогенло́е (рос. Гогенлоэ) — острів в Північному Льодовитому океані, у складі архіпелагу Земля Франца-Йосифа. Адміністративно належить до Приморського району Архангельської області Росії.

## Географія
Острів знаходиться в північній частині архіпелагу. На півночі відокремлений від острова Рудольфа протокою Ноймаєра, на південному заході протокою Трінінген від острова Карла-Александра.
Майже весь острів вкритий вічним льодом, лише невелика частина на окремих мисах залишається вільною. Крайня північна точка — мис Шроттера. На північний схід від острова лежить група дрібних островів Октябрята.

## Історія
Острів відкритий 1873 року австро-угорською експедицією Юліуса Паєра, названий на честь німецької династії Гогенлое.